# Carrasco Norte
Carrasco Norte es un barrio de la ciudad de Montevideo ubicado al este de dicha ciudad, en jurisdicción del Municipio E.

## Características

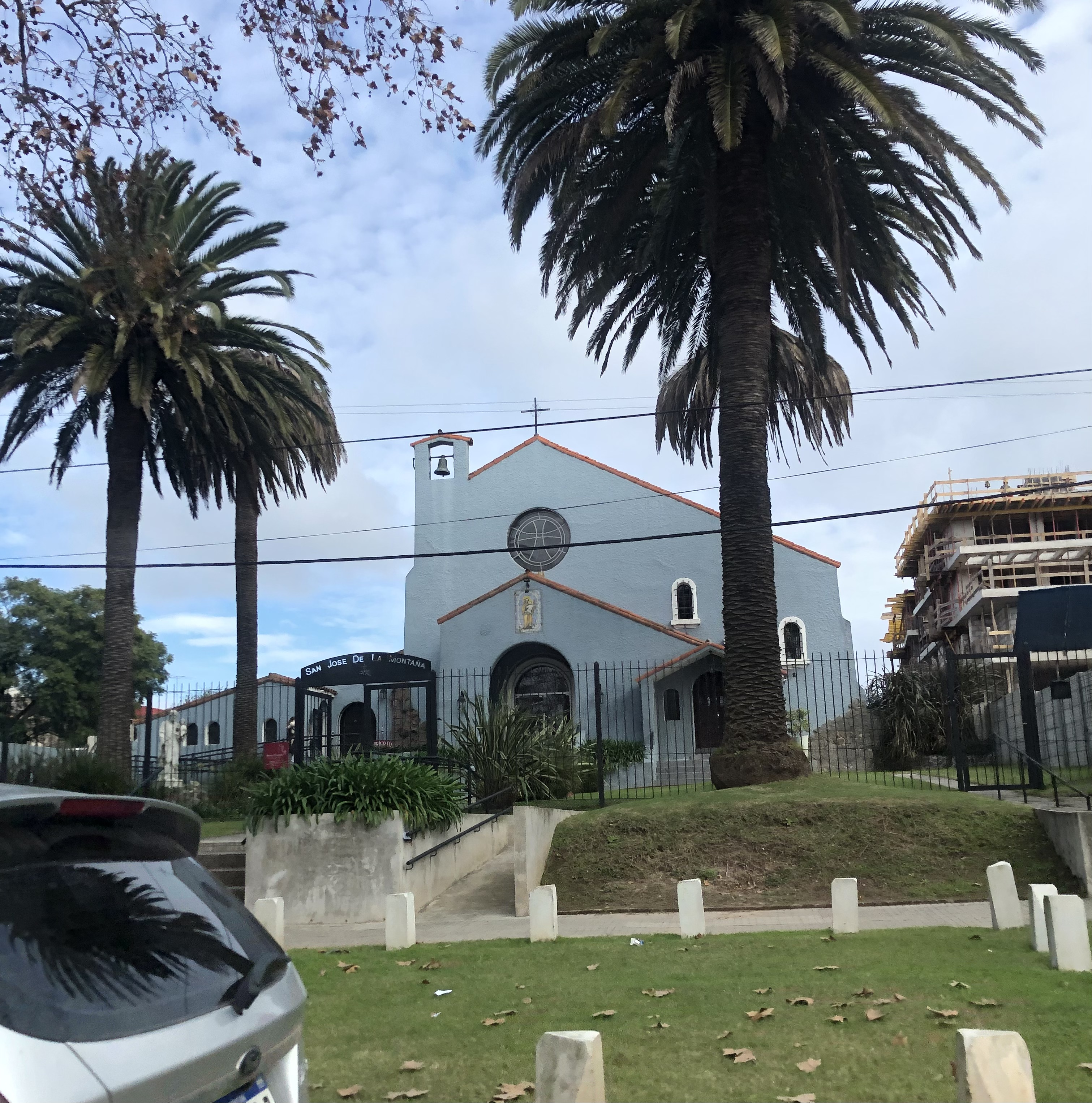
Capilla San José de la Montaña, sobre la calle Cooper.

Integra el CCZ08 y limita con los barrios de la Cruz de Carrasco, Carrasco, la localidad de Bañados de Carrasco y la ciudad canaria de Paso Carrasco. 
Sus avenidas y arterias principales son avenida Italia y Camino Carrasco, debido al amplio flujo vehicular y al ser importantes vías de acceso a Montevideo. Otras vías de importancia son la Avenida Bolivia, las calles Cooper, Havre, el Camino Máximo Tajes, la calle Santa Mónica y la avenida Horacio Acosta y Lara. 

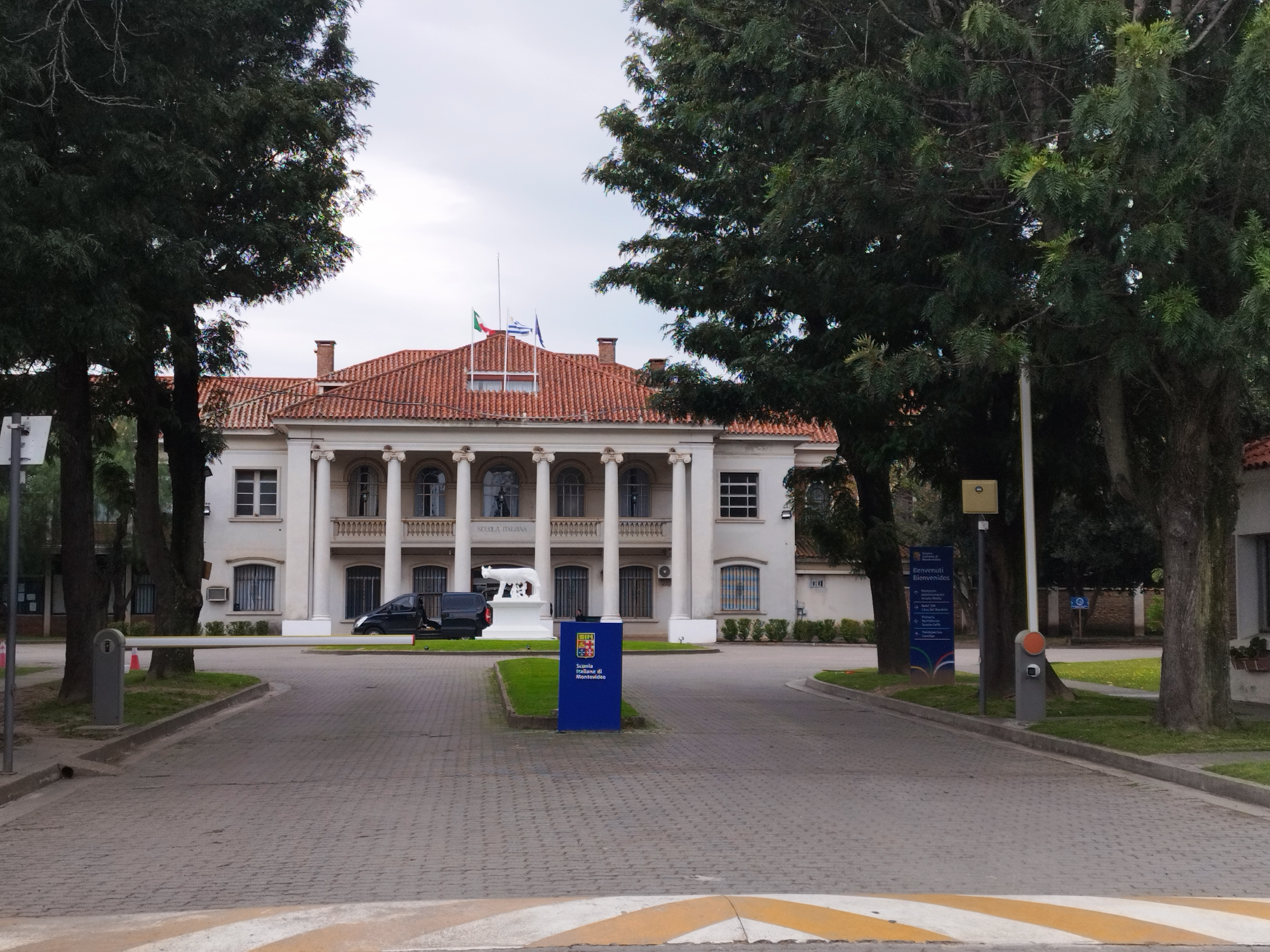
Scuola Italiana de Montevideo y una réplica de la loba capitolina

La zona se caracteriza por estructuras residenciales, encontrando como puntos de atracción el Portones Shopping, con su terminal de transporte y el complejo del  Laboratorio Tecnológico del Uruguay con su museo de ciencia.
A su vez funcionan distintas instituciones educativas de carácter público y privado, como el The British Schools y la Scuola Italiana di Montevideo, entre otras.

## Transporte
Por la zona de Carrasco Norte circulan distintas líneas de transporte público, tanto por la avenida Italia como por Camino Carrasco, a su vez operan en la zona dos líneas locales, las líneas L20  y L21 que atraviesan buena parte del barrio.  
Ambas líneas son circuitales, teniendo el mismo recorrido en sentido horario y antihorario, sin tener un destino. Estas líneas cuentan con una escasa frecuencia, que dificulta en gran medida la conexión con otras líneas.  [cita requerida]
Desde el año 2004, con la puesta en funcionamiento de la terminal Portones, en la explanada principal del centro comercial homónimo, muchas líneas de transporte extendieron sus recorridos hacia la misma, convirtiéndose también en un importante punto de intercambio. 
| Líneas | Destinos                       |
| ------ | ------------------------------ |
| L20    | Portones - Bañados de Carrasco |
| L21    |                                |
| G      | Portones - Sanatorio           |
| 2      | Portones - Sanatorio           |
| 21     | Portones - Sanatorio           |
| 60     | Portones - Ciudad Vieja        |
| 64     | Portones - Tres Cruces         |
| 151    | Portones - Complejo América    |
| 407    | Portones - Plaza España        |
| 427    | Portones - UAM                 |
| 546    | Portones - Belvedere           |